# Бастомарский сельский округ

Бастомарский сельский округ (каз. Бастомар ауылдық округі) — административная единица в составе района Магжана Жумабаева Северо-Казахстанской области Казахстана. Административный центр — село Бастомар. Аким Бастомарского сельского округа — Каиржанов Марат Канатович.
Население — 1540 человек (2009, 2285 в 1999, 2903 в 1989).

## Образование
В округе работают две средние школы, два мини-центра для детей дошкольного возраста, три фельдшерских пункта, две библиотеки.
Ведутся секции по волейболу, футзалу, настольному теннису и хоккею. Имеются и функционируют две хоккейные коробки в селах Бастомар и Писаревка, в селе Бастомар установлены уличные тренажеры.

## Экономика
Основой экономики округа является сельское хозяйство. Основной отраслью является выращивание зерновых и масличных культур. Посевная площадь крестьянских хозяйств составляет 8283 га зерновых, 2015 га масличных и 7788 кормовых. В округе животноводством занимаются 4 крестьянских хозяйства: «Атабай», «Жанат», «Калиниченко», «Бейбарыс» и 2 индивидуальных предпринимателя. На элеваторе Писаревское — Агро построена сушилка на биотопливе. 

## Состав
21 июня 2019 года в состав сельского округа была включена территория площадью 296,43 км² ликвидированного Писаревского сельского округа (села Веселовка, Писаревка, бывший аул Байшилик, бывшее село Комсомол, бывший поселок Писаревка).
В состав округа входят такие населенные пункты:
| Населенный пункт               | Население, человек (1989) | Население, человек (1999) | Население, человек (2009) |
| ------------------------------ | ------------------------- | ------------------------- | ------------------------- |
| Бастомар, село                 | 931                       | 706                       | 564                       |
| Байшилик, аул                  | 291                       | 276                       | 116                       |
| Веселовка, село                | 468                       | 408                       | 302                       |
| Екатериновка, село             | 451                       | 271                       | 33                        |
| Комсомол, село                 | 8                         | -                         | -                         |
| Писаревка, село                | 732                       | 624                       | 525                       |
| Писаревка, станционный поселок | 22                        | -                         | -                         |

## Примечание
1. ↑  Итоги Национальной переписи населения Республики Казахстан 2009 года. Агентство Республики Казахстан по статистике. Архивировано из оригинала 13 мая 2013 года.
2. ↑  Аппарат акима Бастомарского сельского округа района Магжана Жумабаева | Главная. bastomar-mzh.sko.gov.kz. Дата обращения: 30 ноября 2020. Архивировано 19 сентября 2020 года.
3. ↑  Итоги Всесоюзной переписи населения 1989 года по Казахской ССР. Том 3 Архивная копия от 26 октября 2020 на Wayback Machine (рус.)
4. ↑  Аппарат акима Бастомарского сельского округа района Магжана Жумабаева | Отчётные встречи. bastomar-mzh.sko.gov.kz. Дата обращения: 1 декабря 2020. Архивировано 19 сентября 2020 года.
5. ↑  О некоторых вопросах административно-территориального устройства района Магжана Жумабаева Северо-Казахстанской области — ИПС «Әділет». Дата обращения: 25 октября 2020. Архивировано 17 июля 2019 года.
6. ↑   Из них казахи 100 %
7. ↑   Из них казахи 68 %